# Mastixis moralis
Mastixis moralis là một loài bướm đêm trong họ Noctuidae.